# Хебер, Иоганн Якоб
Иоганн Якоб Хебер (нем. Johann Jakob Heber; 1666, Базель — 1724, Линдау (Бавария)) — немецкий топограф и геометр.

## Биография
Хебер был сыном Якоба Хебера и Элизабеты Катарины. 26 января 1697 года в городе Талейшвейлер (Рейнланд-Пфальц) обвенчался с Элизабетой Барбарой Хартенштейн, дочерью Филиппа Матиаса Хартенштайна и Евы Катарины Шпаке.
Автор первой официальной карты княжества Лихтенштейн, законченной в 1721 году. Известен также работами по картографированию берегов Боденского озера и расположенных на нём населённых пунктов

## Комментарии
1. ↑  Встречаются также 1725 и 1727 года.